# لي بن
لي بن (بالصينية: 李彬) (21 مارس 1991 بتيانجين في الصين - ) هو لاعب كرة قدم صيني في مركز الوسط. شارك مع منتخب الصين تحت 20 سنة لكرة القدم. أما مع النوادي، فقد لعب مع غوانغجو إفرغراند تاوباو وYinchuan Helanshan F.C. ‏.

## وصلات خارجية
- لي بن على موقع قاعدة بيانات كرة القدم.إي يو (الإنجليزية)